# Stilbula insularis
Stilbula insularis är en stekelart som beskrevs av Cameron 1908. Stilbula insularis ingår i släktet Stilbula och familjen Eucharitidae. Inga underarter finns listade i Catalogue of Life.